# 神明神社 (大阪市)

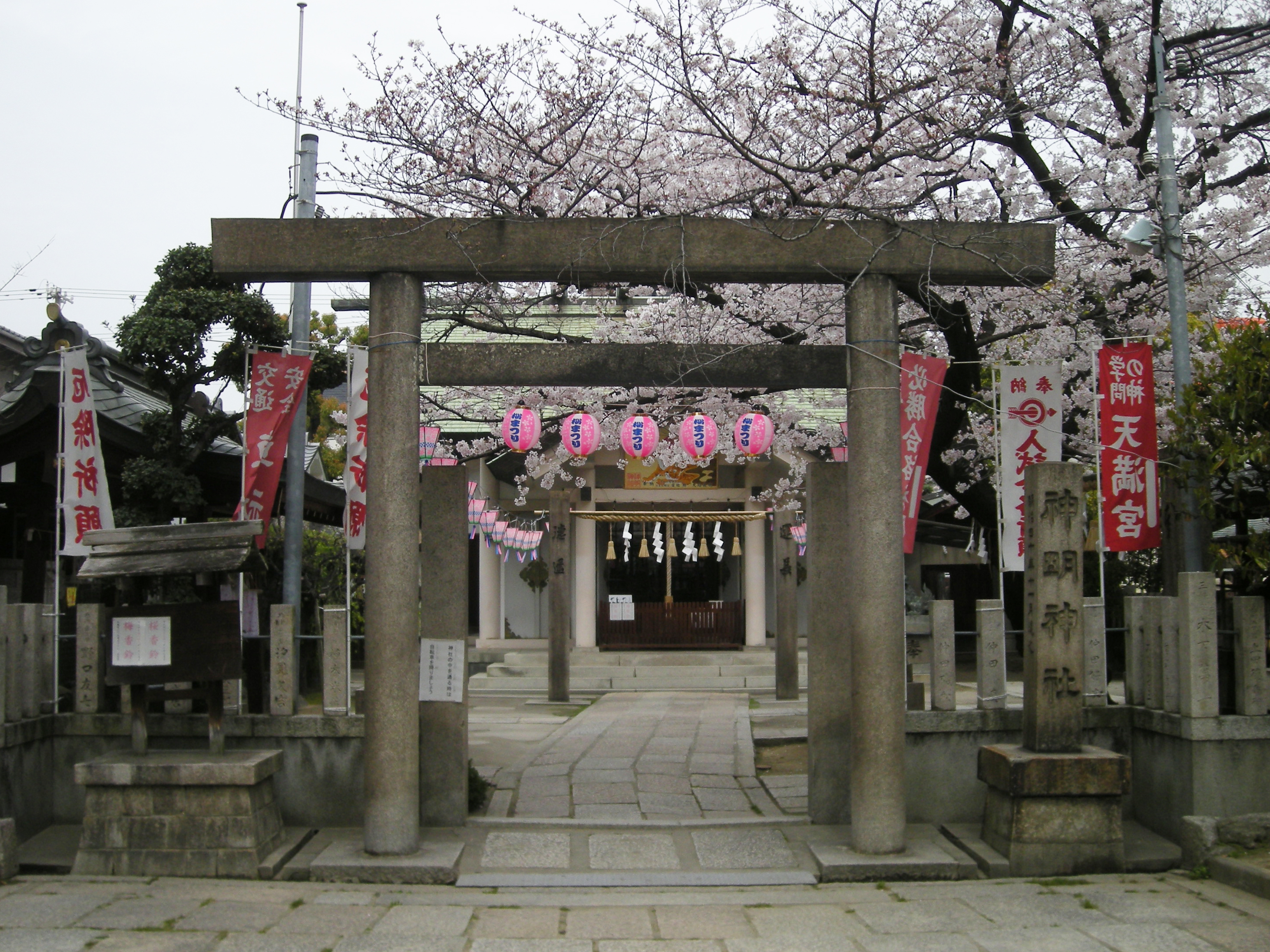
鳥居

神明神社（しんめいじんじゃ）は、大阪府大阪市大正区に鎮座する神社。

## 祭神
天照皇大神と、八幡大神、春日大神を祀る。

## 歴史
神明神社は長らく内平野町2丁目にあり、神明宮と称し、大坂三神明の一つに数えられ、俗に日中神明と呼ばれた。もと京都西院に鎮座し、後陽成天皇の勧請したもので、元和2年（1616年）に松平忠明が蝋燭町（内平野町2丁目の江戸初期の旧称）に移転して大坂城守護・三郷町中祈祷の社とし、明治維新まで祈願所とした。また、『摂津志』には窪津王子祠、一名渡邊王子というとある。
- 1907年（明治40年） - 泉南郡南近義村（現：貝塚市）の村社八幡神社を合祀し、村社となり、今の社名に改める。
- 1914年（大正3年） - 神饌幣帛料供進神社に指定される[1]。
- 1924年（大正13年）8月 - 現在地へ移転、戦災を受けたが再興した。

### 大坂三神明
（浪速三神明）
- 朝日神明社 - 社殿が東向き。神崎町に鎮座。現在は大阪市此花区春日出中1丁目に遷座。
- 日中神明社（当社） - 社殿が南向き。内平野町2丁目に鎮座。現在は大阪市大正区鶴町2丁目に遷座。
- 夕日神明社 - 社殿が西向き。曾根崎村に鎮座。現在は大阪市北区曾根崎2丁目に遷座（露天神社境内社）。